# Венеційська консерваторія
Венеційська консерваторія імені Бенедетто Марчелло (італ. Conservatorio di Stato «Benedetto Marcello» di Venezia) — італійська консерваторія, розташована у Венеції. Заснована в 1876 році як Музичний ліцей імені Марчелло, перетворена в консерваторію у 1915 році.
У квітні 1877 року з нагоди відкриття консерваторії був даний інавгураційний концерт з виконанням творів Марчелло, Рамо, Й. С. Баха, Генделя і Л. Бетховена, диригував Франко Фаччо. Серед найважливіших подій раннього періоду існування Ліцею — його відвідування 1882 року Ріхардом Вагнером, диригував тут концертом на честь своєї дружини Козіми.
Подальший розвиток Ліцею, очолюваного такими великими музикантами, як Марко Енріко Боссі і Ерманно Вольфом-Феррарі, було перервано Першою світовою війною, коли через близькість лінії фронту заняття були перервані на рік (з жовтня 1917 року по листопад 1918 рік), а більшість учнів і педагогів роз'їхалися. Потім, під керівництвом піаніста і диригента Меціо Агостіні, нормальний ритм роботи Ліцею відновився, 1926 року під керівництвом Агостіні дебютував створений у консерваторії оркестр. Однак посилення тиску на Ліцей з боку фашистського режиму привело наприкінці 1930-х років до серйозних потрясінь. Спершу 1939 року покінчив самогубством скрипаль Джузеппе Сачердоті, звільнений зі служби через єврейське походження (своє майно він заповів на виплату допомоги найбіднішим випускникам Ліцею), а незабаром після цього Агостіні, який очолював Ліцей протягом 30 років, був звільнений владою «за професійну непридатність» — правда, на зміну йому був призначений видатний композитор Джан Франческо Маліп'єро.

## Директори консерваторії
- Реджинальд Грацціні
- Фортунато Маджі (1878–1892)
- П'єр Адольфо Тірінделлі (1893–1895)
- Марко Енріко Боссі (1895–1902)
- Ермано Вольф-Феррарі (1903–1909)
- Меціо Агостіні (1909–1939)
- Джан Франческо Маліп'єро (1939–1952)
- Ренато Фазано (1953–1960)
- Габріелє Б'янкі (1960–1971)
- Ніно Антонелліні (1971–1973)
- Уго Амендола (1973–1985)
- Давіде Ліані (1986–1992)
- Франческо Вальдамбріні
- Вірджинія Фаготто
- Джованні Умберто Баттель (з 1997 р.)

## Відомі випускники
- Ренцо Боссі
- Бруно Мадерно
- Луїджі Ноно
- Оресте Раванеллі
- Джузеппе Сінополі